# Superammasso dei Pesci
Il Superammasso dei Pesci (SCl 024) è un superammasso di galassie situato nell'omonima costellazione alla distanza di 239 milioni di parsec dalla Terra (circa 750 milioni di anni luce).
Si stima una ampiezza di 19 milioni di parsec.
È formato dagli ammassi di galassie Abell 76, Abell 119, Abell 147, Abell 160, Abell 168, Abell 193 e Abell 195.
| Nome      | R.A. (J2000)  | Dec (J2000)  | Numero galassie | Redshift (z) | Distanza (milioni di anni luce) | Nomi alternativi                   |
| --------- | ------------- | ------------ | --------------- | ------------ | ------------------------------- | ---------------------------------- |
| Abell 76  | 00h 40m 00.5s | +06° 49′ 05″ | 42              | 0,0405       | 513                             | ZwCl 0033.8+0538, ClG 0037.2+0630  |
| Abell 119 | 00h 56m 18.3s | -01° 13′ 00″ | 125             | 0,0442       | 560                             | ZwCl 0054.6-0127, ClG 0053.8-0132  |
| Abell 147 | 01h 08m 11.5s | +02° 10′ 34″ | 32              | 0,0447       | 567                             | ZwCl 0106.9+0028, ClG 0105.6+0155  |
| Abell 160 | 01h 12m 51.4s | +15° 30′ 54″ | 34              | 0,0447       | 567                             | ZwCl 0110+1515, ClG 0110.2+1515    |
| Abell 168 | 01h 15m 12.0s | +00° 19′ 48″ | 76              | 0,045        | 571                             | ZwCl 0113.2-0004, ClG 0112.6+0002  |
| Abell 193 | 01h 25m 03.8s | +08° 41′ 17″ | 75              | 0,048587     | 616                             | ClG 0122.5+0827, MCXC J0125.0+0841 |
| Abell 195 | 01h 26m 54.2s | +19° 10′ 33″ | 32              | 0,043        | 546                             | ZwCl 0127.6+1828, ClG 0124.2+1856  |